# Educación sexual

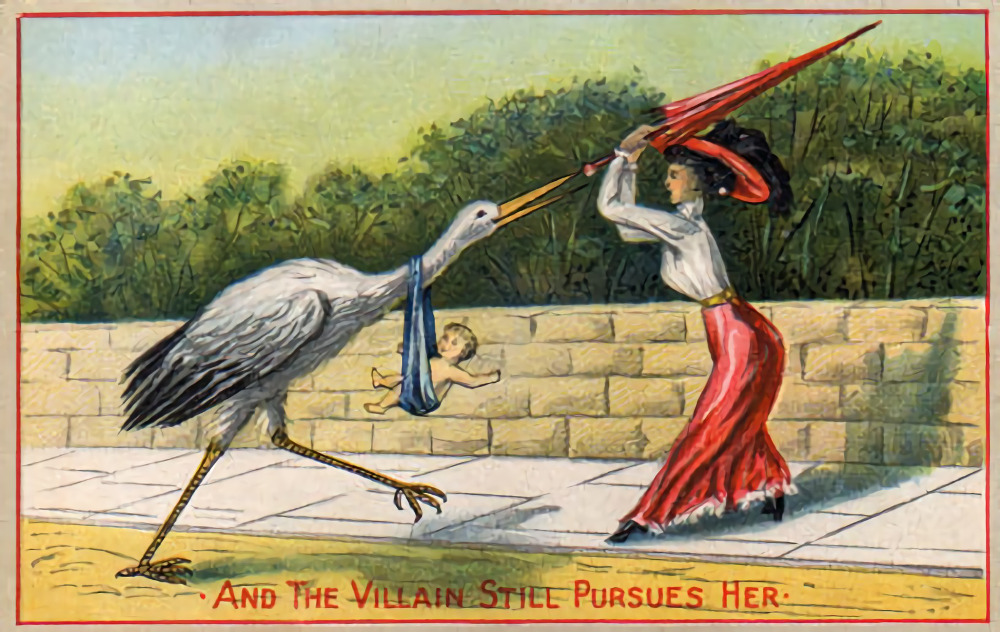
«Y el villano sigue acosándola». —Una postal de principios del siglo XX muestra la preocupación de las mujeres de la época por los embarazos no deseados.

El término educación sexual hace referencia al conjunto de actividades relacionadas con la enseñanza, la difusión y la divulgación acerca de la sexualidad humana en todas las edades del desarrollo, el aparato reproductor femenino y masculino, la orientación sexual, las relaciones sexuales, la planificación familiar y el uso de anticonceptivos, el sexo seguro, la reproducción —y, más específicamente, la reproducción humana—, los derechos sexuales y los derechos reproductivos, los estudios de género y otros aspectos de la sexualidad humana, con el objetivo de alcanzar un estado específico de salud sexual y reproductiva.

## Definición y contenidos

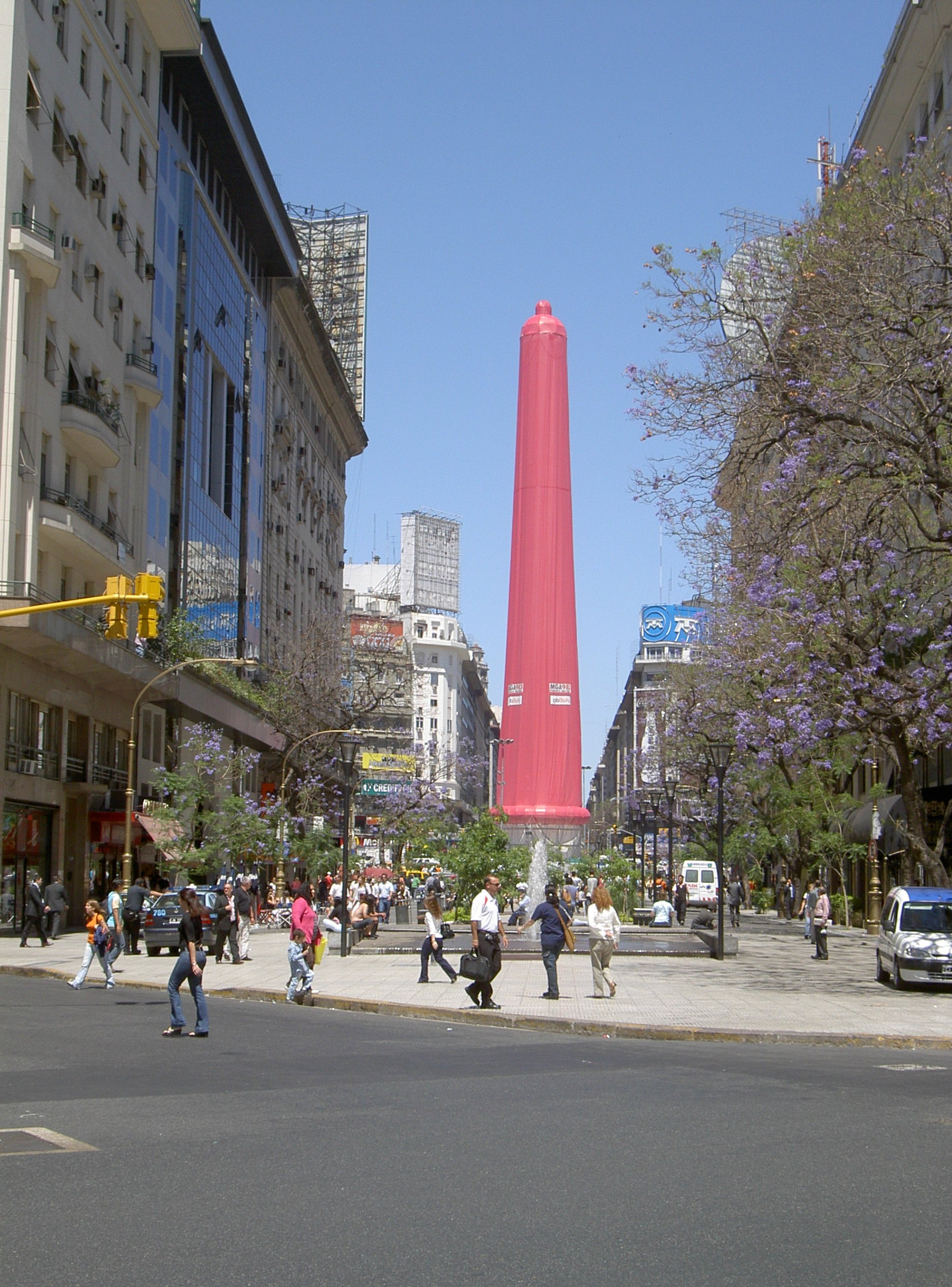
El Obelisco de Buenos Aires (Argentina) vestido con un condón en conmemoración al Día Mundial de la Lucha contra el Sida en el año 2005.

Para Frederic Boix, la educación sexual puede definirse como:

el conjunto de aprendizajes que permiten el buen desarrollo de las capacidades sexuales, su coordinación con las demás facultades y la consecución de una buena interrelación con las otras personas que resulten estimulantes por su condición sexuada y sexual, consiguiendo altos niveles de espontaneidad y comunicación, y también de respeto y estima.

La pedagogía en sexualidad se lleva a cabo, consciente e inconscientemente, en el entorno familiar, fundamentalmente en la denominada familia nuclear, en el entorno social cultural y antropológico, en el grupo de amistades, a través de los medios de comunicación, en las instituciones escolares y a través de las políticas de salud pública.
La educación sexual sobre la reproducción describe el proceso en el cual nace un nuevo ser humano, lo cual incluye: el embarazo, la fecundación, el desarrollo del embrión y del feto, y el trabajo de parto. Generalmente también incluye temas como las conductas sexuales, las enfermedades de transmisión sexual (más apropiadamente llamadas infecciones de transmisión sexual) (ITS) y su prevención (sexo seguro), el uso y funcionamiento de los diferentes métodos anticonceptivos y la interrupción del embarazo o aborto.
Definir la sexualidad humana desde una perspectiva científica y describirla desde un punto de vista genético, hormonal, fisiológico, anatómico o legal es útil e interesante, pero se considera insuficiente para entenderla si no se atiende también a factores psicológicos, sociales, antropológicos y culturales (entre los que están los éticos, los morales, los políticos, los religiosos y los emocionales).
La sexualidad humana es heterogénea y compleja, pues va mucho más allá de la mera reproducción y el coito. El comportamiento sexual humano se dirige a la satisfacción de pulsiones sexuales (libido), a la obtención de placer y a una necesidad de relación íntima. Abarca todas las edades del desarrollo y permanece hasta la vejez, y constituye un ámbito fundamental de realización y satisfacción para las personas en el encuentro con otros y consigo mismo.

#### Dimensiones de la sexualidad.
- Biológica: Alude a los procesos anatómicos y fisiológicos vinculados con la sexualidad.
- Psicológica: Alude a la manera en que cada persona vive y siente el hecho de ser mujer u hombre a los procesos de construcción de identidad en el seno de las relaciones familiares, grupales y sociales.
- Jurídica: Define los modos en que la sexualidad se inscribe en normas y leyes que determinan y regulan nuestra vida cotidiana.
- Ético-política: Aluden a un conjunto de formas que hacen al vivir juntos con otros en el seno de una sociedad, y a decisiones que afectan a esa convivencia, la habilitan o inhabilitan, estableciendo maneras diversas de vivir socialmente.

En Argentina existen dos leyes que se refieren a los derechos vinculados a la sexualidad de niños, niñas y adolescentes: la 25.673 que defiende el derecho a recibir información, anticonceptivos gratuitos y atención médica especializada en los consultorios de adolescencia, la otra ley es la 26.150 sancionada el 4 de octubre de 2006, promulgada el 23 de octubre de 2006 y publicada en el Boletín Oficial del 24 de octubre de 2006, que defiende el derecho a recibir educación sexual integral de todos los alumnos y alumnas del territorio, ya sea que concurran a escuelas de gestión estatal o privadas, la función de la escuela debe ser la de impartir conocimientos sociales significativos y científicos, que ayuden a los niños, niñas y adolescentes a comprender su proceso de crecimiento, y a sentirse acompañados durante su desarrollo y en el cuidado de la salud.
El derecho a ser tenidos en cuenta y considerados en sus necesidades y acompañados en su crecimiento, el derecho a aprender a cuidar su cuerpo, su salud, a defenderse de situaciones de abuso sexual, el derecho a vivir libremente su orientación sexual sin ser discriminados y el derecho a habitar instituciones educativas en las que se respeten por igual los derechos de mujeres y varones.

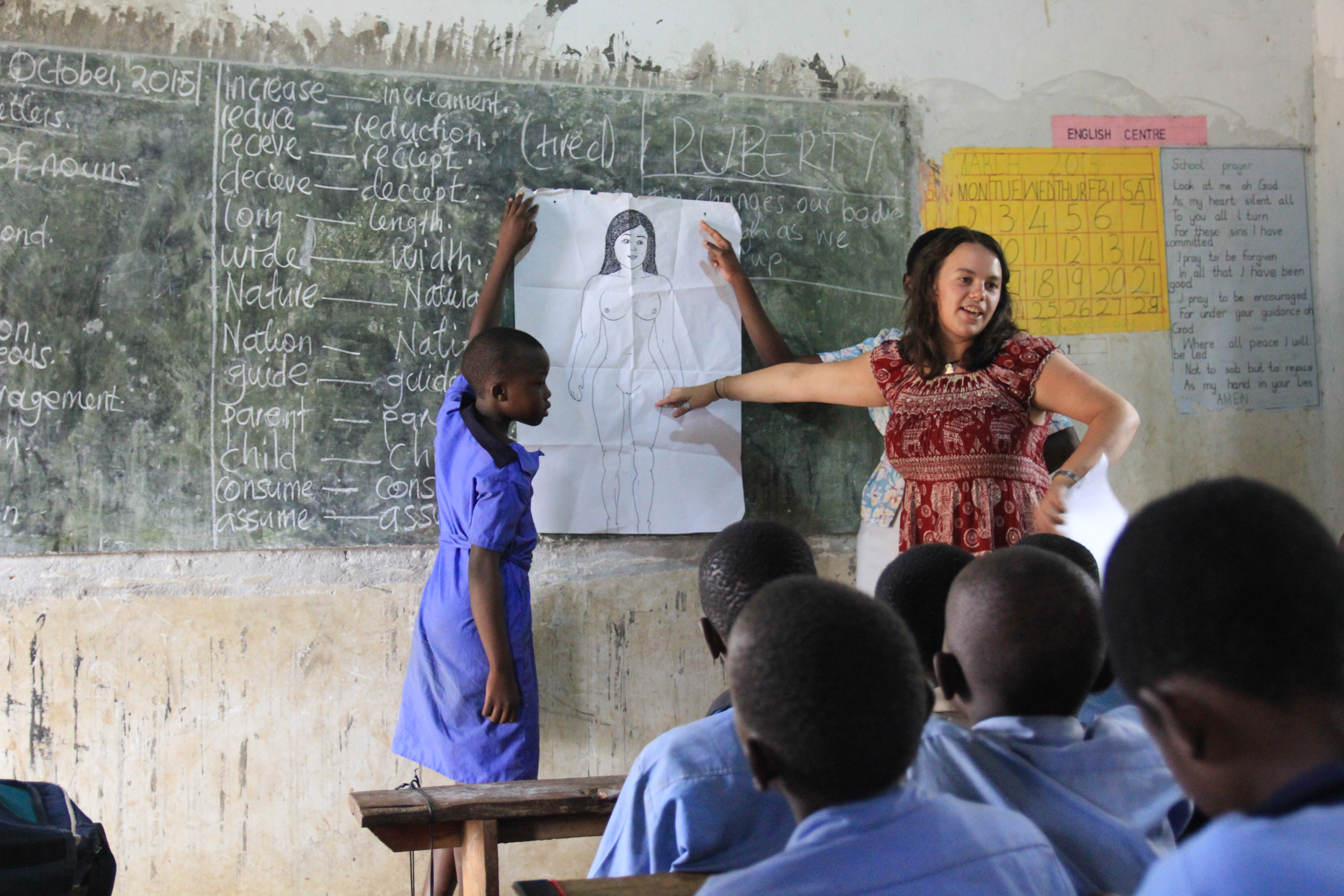
Clase de salud sexual en una escuela primaria de Uganda, 2015.

### Contexto educativo
Es importante transmitir el conocimiento de la diversidad entre los seres humanos, los distintos modos de organizar la vida social, así como los roles y relaciones entre mujeres y varones y las diferentes formas de organización familiar. De esta manera las personas tendrán conocimientos más objetivos y menos tendencia a la formación y transmisión de tabúes respecto a la sexualidad, además de que se podrán prevenir muchas enfermedades, controlar la reproducción, conocer el propio cuerpo y evitar conductas violentas o sexistas entre los géneros.
Desde el 2008, la UNESCO comenzó a desarrollar programas que mejoren la orientación sexual impartida en las aulas educativas. El programa implementado por la UNESCO ha considerado las variables que pueden presentar cada grupo de individuos a los que se dirige la educación sexual, dichas variables son estudiadas por un grupo de expertos en áreas como: la antropología, la sociología, la epidemiología, la demografía, la psicología y el trabajo social.
De entre los estudios realizados por la UNESCO, destacan: “Orientaciones técnicas internacionales sobre la educación sexual” y “Estudio del costo y la relación costo/eficacia de los programas de educación sexual”. El primero se encuentra dirigido a profesionales y a personas responsables de la toma de decisiones de los sectores de salud y educación para facilitar el desarrollo e implementación de materiales y programas impartidos en las escuelas. El segundo estudio proporciona información que demuestra lo conveniente que es invertir en los programas escolares de educación sexual ya que es un elemento fundamental para prevenir el VIH.
En Argentina, se denomina Educación Sexual Integral (ESI) y es impartida en los niveles de primaria —también lo será en secundaria[cita requerida]— de manera transversal a las distintas áreas curriculares en el marco de los derechos sexuales y derechos reproductivos como derechos humanos que deben orientar la convivencia social y el desarrollo de comportamientos que prevengan el maltrato infantil, el abuso sexual, el abuso sexual infantil y la trata de niños. Una educación sexual integral debe promover el reconocimiento del cuerpo como totalidad con necesidades de afecto, cuidado y valoración. La relación con el propio cuerpo y el propio movimiento deben reconocerse como dimensiones significativas en la construcción de la identidad personal, sistematizando los conocimientos y prácticas que hacen al cuidado de la salud personal y colectiva, incluyendo la salud sexual y reproductiva desde una mirada integral.
Una estrategia de educación sexual es la de llevar a cabo programas de prevención para educar a transeúntes, que fomenten la intervención de los jóvenes cuando estos sean testigos de algún tipo de agresión sexual.
Es importante considerar que la educación sexual es un tema tabú que sobrepasa las barreras de la escolaridad y las creencias socioculturales en las que se puedan encontrar aquellos a los que va dirigida (estudiantes de educación primaria y secundaria). Que el tabú ha influenciado en las decisiones y pensamientos de aquellos que en algún momento pudieron haber estado expuestos a sus enseñanzas. “Por lo general esta clase de tópicos suele evitarse en las conversaciones o abordarse de manera poco precisa, de modo tal de que el locutor pueda desentenderse fácilmente de la responsabilidad sobre lo dicho o inferido por su destinatario”  con Argentina fungiendo como sujeto para una problemática de estas características  “La sanción de la ley de Educación Sexual Integral, 1 en octubre del año 2006, en la Argentina, puso en circulación una variedad de voces y posicionamientos sobre la sexualidad, el sexo, las enfermedades venéreas, los casos de abuso, embarazo adolescente o aborto, que no estaban presentes en la agenda pública.  Más allá del amplio consenso que hubo a favor de la medida en el recinto parlamentario, actores sociales pertenecientes a instituciones diversas, fundamentalmente el Ministerio de Educación y la Iglesia Católica, pero también periodistas y representantes de organismos de derechos humanos y de género, se vieron interpelados a expresar públicamente sus posturas sobre estos temas, polifonía a partir de la cual se originó un debate que continúa desarrollándose en la actualidad.”
Con esto en mente es importante tener consciencia de la universalidad y con ello el contexto geográfico del modelo de educación sexual que se este analizando o planteando. Por ejemplo con México “La falta de transparencia en el desempeño de escuelas y maestros y las dificultades para que los estudiantes puedan ingresar a las escuelas públicas de su elección, es otro lastre en la construcción de un buen sistema educativo”. Contrastando con otros países más desarrollados como Finlandia presentan una situación contraria: “La equidad en educación es un principio que apunta a garantizar una enseñanza de alta calidad para todos en distintos lugares y circunstancias, independiente de la situación familiar, el estatus socioeconómico, el lugar de residencia o las condiciones individuales de los niños. En el contexto finlandés, la equidad consiste en mantener un sistema educativo socialmente justo e inclusivo que se base en la igualdad de las oportunidades educacionales y en la ecuanimidad de la asignación de recursos para la educación” 

#### La propuesta de la Educación Sexual Integral[11]
El enfoque integral de la ESI se basa en cuatro fundamentos:
- La promoción de la salud: la ESI se fundamenta en la promoción de la salud porque permite pensar en la sexualidad como algo inherente al ser humano, que va más allá de la enfermedad o la patología, que tiene que ver con cómo generamos mejores condiciones de vida, ambientes y entornos protectores donde todos se sientan valorados y reconocidos por los demás, contemos con personas y redes sociales a las cuales recurrir y de las que se sientan parte. Y, sobre todo, puedan contar con relaciones respetuosas, no violentas ni coercitivas, que los hagan crecer como personas y como comunidad. La sexualidad, como la salud, no es algo que "se padece"; sí es algo que se disfruta, se protege y se cuida entre todos.[12]
- Las personas involucradas como sujeto de derechos: una propuesta de educación en la sexualidad desde el enfoque de género y derechos humanos no rechaza el estudio de las dimensiones biomédicas (tienen en cuenta la reproducción y no los sentimientos y emociones) de la sexualidad, y mucho menos pretende eliminar las oportunidades de niños, jóvenes y adultos de cuidar su cuerpo y prevenir efectos no deseados. Sin embargo, su propuesta integral presenta un marco más amplio, con un sustento legal legitimado por organizaciones civiles y tratados internacionales, que promueve el respeto por las diversas formas de vivir el propio cuerpo y de construir relaciones afectivas enmarcándose en el respeto por sí mismo y por los demás.
- La especial atención a la complejidad del hecho educativo: atender a esta complejidad implica reconocer la particularidad de la escuela. Se trata de una política educativa específica y obligatoria para la escuela, que deben realizar los profesionales de la educación, preparados/as para la tarea pedagógica. En esa complejidad debemos trabajar todo el tiempo reconociendo las diferencias (de etnia, clase social, ámbito rural o urbano, creencias particulares, etcétera) que hace que cada grupo de niños o jóvenes transite su crecimiento y constituya su experiencia de maneras muy diferentes.
- El enfoque integral de la educación: cuando hablamos de sexualidad nos referimos a la identidad, la diversidad, la dignidad de los seres humanos, consideradas en la particularidad y singularidad de cada sujeto y de cada momento histórico y contexto social;  las emociones y sentimientos presentes en los modos de vivir, cuidar, disfrutar, vincularse con uno mismo y con los otros y de respetar el propio cuerpo y el cuerpo de otras personas a lo largo de la vida; el conocimiento y la percepción que tenemos sobre nuestro cuerpos socialmente construidos; la capacidad que desarrollamos de decir que sí que no frente a determinadas situaciones, los modos en que construimos con otras las relaciones afectivas, nuestras fantasías y deseos. Todo ello hace una sexualidad integral.[13]

### Contexto geográfico
La existencia de embarazos no deseados, sobre todo embarazos en adolescentes, abortos inducidos en situación de clandestinidad y sin garantías sanitarias de seguridad para la prevención de infecciones de transmisión sexual (como el VIH-sida) ha dado un sentido de urgencia a la educación sexual prácticamente en todo el planeta. Países muy poblados como China, India y Corea del Norte promueven políticas de educación sexual acerca de la planificación familiar y el control de la natalidad; muchas naciones africanas, sobre todo aquellas en las que el sida se considera una epidemia, intentan promover una educación sexual que permita su prevención mediante la utilización de métodos anticonceptivos como el preservativo o condón.
Algunos organismos internacionales, como la International Planned Parenthood Federation (Federación Internacional de Planificación Familiar) ven un beneficio global gracias a los programas de educación sexual, tanto en el control de la natalidad como en la igualdad sexual y en la reducción de las infecciones de transmisión sexual.
En muchos países todavía tiene importancia la virginidad femenina, y la educación sexual impartida en las escuelas promueve la abstinencia como el único método para evitar el embarazo y las infecciones de transmisión sexual. Estas prácticas educativas chocan con cifras que muestran una alta incidencia de embarazos no deseados en adolescentes en esos países.
En los Estados Unidos, con cifras extraordinariamente altas en las tasas de embarazos en adolescentes (levemente por debajo de las de Haití), se debate si la libertad sexual en los adolescentes es algo positivo o negativo, y si la información sobre el uso de métodos anticonceptivos (como el preservativo (condón), la píldora anticonceptiva, el anillo vaginal o los anticonceptivos de emergencia) reducen o incrementan las posibilidades de embarazos o ETS en los jóvenes.

## Pedagogía de la sexualidad
El carácter polisémico del campo de la educación sexual se visibiliza cuando en una mirada histórica se reconocen las distintas iniciativas políticas, pero también las pedagógicas didácticas, en torno a su tratamiento se han ido proponiendo y delimitando algunos modelos o enfoques posibles que dan cuenta de la diversidad de improntas ideológicas, marcos teóricos y visiones sobre la sexualidad y contenidos a ser enseñados.
Se advierte que estos modelos o modos de sistematizar ciertas tradiciones, discursos y prácticas son "modelos ideales" constructos conceptuales analíticos a los fines de desagregar o desarmar precisamente, sentidos sobre los discursos en el campo de la educación sexual. Estos modelos son: moralista, biologicista, patologista o de riesgo y el paradigma de los derechos y la integralidad.

#### Concepción moralista
La visión moralista se relaciona con la visión católica que normativiza la sexualidad a partir de los pares "santidad-pecado" o "santidad-perversión" y la induce a los fines de la reproducción de la especie humana.
Como propuesta educativa, se trata de una formación en valores tales como: la unión de la pareja heterosexual, la trascendencia y la religiosidad familiar y la defensa inalienable del derecho de la familia y de la libertad de enseñanza como principios fundamentales de la educación sexual siendo éstas premisas recurrentes en sus discurso y exhortando así el pedido de permiso a los padres por parte de la institución escolar a la hora de impartir temas sobre la sexualidad humana o en la definición de sus contenidos.

#### Corriente biologicista
En el enfoque pedagógico biologicista, la sexualidad es considerada como una “etapa” que se inicia con los cambios psicofísicos en la pubertad y que finaliza en la vida adulta. Esta visión evolutiva, no considera por tanto, ni a los niños ni a los adultos mayores como seres sexuados. En este sentido, se deduce que tiene que ver únicamente con el ejercicio de la genitalidad o meramente con el plano de lo biológico.

#### Corriente patologista o de riesgo
Esta visión se caracteriza ante todo por concebir a la sexualidad como algo negativo y la aborda reduciéndola desde sus consecuencias no deseadas como lo son el contagio de las ETS o el embarazo adolescente o HIV.
Los contenidos principales de este enfoque, al igual que el modelo biologicista, tienen que ver con el aprendizaje de los métodos y formas de prevención tanto de enfermedades de transmisión sexual como de métodos anticonceptivos. Al tratarse de la descripción e información sobre estos últimos por ejemplo, son típicas de esta perspectiva que las propuestas de educación sexual estén ligadas a charlas o talleres dictados por un “especialista” o “experto”. La figura del médico o de integrantes de los cuerpos de Enfermería o Ginecología, son los encargados de transmitir una serie de informaciones técnicas y datos sobre la prevención, no tanto sobre las posibilidades de los cuerpos y el vínculo con los otros.

#### Paradigma de los derechos y la integralidad
Esta visión es sustancialmente superadora de las anteriores, sobre todo porque sostiene una concepción positiva de la sexualidad y de las relaciones erótico-afectivas. Este enfoque tiene en cuenta la importancia de la sexualidad en la formación de la identidad y valora a la sexualidad en sí misma, es decir separada de la reproducción.
Se trata de un enfoque que contiene una serie de contenidos que deben ser abordados transversalmente en cada espacio curricular. En este sentido, es una propuesta pedagógica que pretende el desafío pedagógico y político de evitar los silencios y las omisiones, ampliando los marcos de confianza de la palabra de todos, de habilitar y hacer circular dudas, preguntas, el cuestionamiento de mitos y prejuicios es una condición institucional, pedagógica y didáctica fundamental para su tratamiento.

## Etapas en el desarrollo social y sexual

### De 0 a 1 años
La sexualidad en un niño recién nacido está íntimamente vinculada a la relación con sus padres, su vivencia a través de los cuidados y las caricias de sus progenitores. A través de ellos se crean lazos afectivos que serán necesarios para el desarrollo social y sexual de los niños.

### De 1 a 3 años y medio
En la segunda etapa, el niño tiene un estrecho vínculo con su familia, lo que hace que su pensamiento se vaya enriqueciendo. En esta etapa se oponen a las reglas que imponen sus padres, como una forma de afianzar su independencia. En esta etapa se experimentan más sensaciones de placer al controlar los esfínteres y a excretar, con lo que empiezan a conocer su cuerpo, lo que necesitan y lo que les produce placer.

### De 3 años y medio a 6 años
La tercera etapa se caracteriza por la exploración del mundo, tanto a nivel físico como social, con lo que refuerzan los vínculos con su familia y amigos. Por ello, comienzan a descubrir su sexualidad, y puede surgir aquí el primer periodo de enamoramiento hacia otro individuo (complejo de Edipo y complejo de Electra).
Por otro lado, aprenden a relacionarse con otros y a ensayar sus roles sociales, así como a identificar su propio sexo.

### De 6 a 9 años
En la cuarta etapa comienza el crecimiento físico, que se equilibra con el desarrollo afectivo y permite que surja el interés por conocer y saber sobre el mundo y sus fenómenos. De la misma manera, es fundamental el reconocimiento de las personas de su entorno hacia ellos, y cómo afecta esto a la concepción de su propia imagen.
El interés sexual se centra en el conocimiento del cuerpo y de los órganos sexuales. Los juegos sexuales, mixtos o entre miembros del mismo sexo, forman parte de esta etapa y son un elemento clave para la formación de la identidad sexual. Los valores de la sociedad y de la familia sobre la sexualidad son determinantes en esta etapa.

### Juventud - de 10 a 24 años
La juventud, según la OMS, se extiende desde los 10 a los 24 años e incluye la pubertad, la adolescencia inicial o preadolescencia (de los 10 a los 14 años), la adolescencia media o tardía (de los 15 a los 19) y la juventud plena (de los 20 a los 24 años).

#### Pubertad, adolescencia inicial o preadolescencia
Las hormonas sexuales se activan en esta etapa y determinarán los cambios físicos y psicológicos. Al principio, el cuerpo experimenta un crecimiento acelerado. Después surgen una serie de cambios en las formas del cuerpo: a las chicas les crecen las caderas y los pechos, les sale vello en la pelvis, y a los chicos les cambia la voz, les crecen los genitales y les sale vello en el pubis. Hay cambios en la apariencia, pero psicológica mente aún no han madurado. Las niñas se desarrollan antes que los niños —aproximadamente un año. Es la etapa de la rebeldía con los padres. En esta etapa se alcanza la madurez biológica, pero aún no está completada generalmente la madurez psicológica y social. En este periodo se experimentan emociones contradictorias. Por una parte, aún no se han abandonado ciertos caracteres de la niñez, y a la vez comienzan a experimentar sensaciones propias del adulto.

#### Adolescencia
En la adolescencia, se dan muchos cambios en los jóvenes muchos de esos son físicos, psicológicos y biológicos. En muchos casos los jóvenes empiezan a tener ideas sobre su aspecto físico y quieren parecerse a los modelos que aparecen en las revistas o en los medios públicos por eso surgen ciertas enfermedades por ejemplo la anorexia. La búsqueda de una identidad propia es la tarea central. Se crean conflictos e inseguridades. Los conflictos con los padres son numerosos, ya que suelen presionarle y empujarle a tomar decisiones según sus definiciones. Los jóvenes hacen duras críticas a la sociedad y a sus padres. Se crean amistades sólidas. En este momento los jóvenes comienzan a establecer relaciones de pareja. Los padres deben establecer una serie normas de forma consensuada con sus hijos. A partir de ahí los jóvenes pueden tomar sus propias decisiones siempre que respeten los valores y normas de las personas.

## Declaración Universal de los Derechos Sexuales

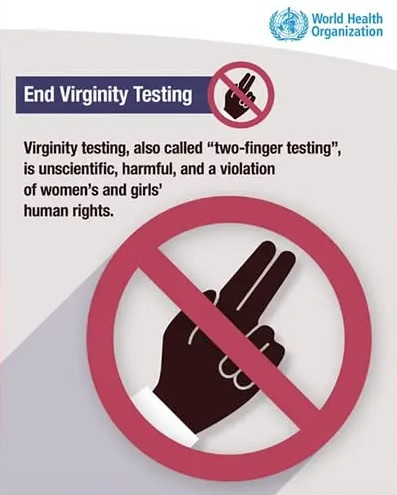
Cartel de la Organización Mundial de la Salud contra las pruebas de virginidad

En el XIII Congreso Mundial de Sexología, celebrado en 1997 en Valencia, España, se formuló la Declaración Universal de los Derechos Sexuales, que posteriormente (el 26 de agosto de 1999, en el 14.º Congreso Mundial de Sexología, en Hong Kong) fue revisada y aprobada por la Asamblea General de la Asociación Mundial de Sexología (WAS).[cita requerida]
Derechos sexuales
- El derecho a la libertad sexual.
- El derecho a la autonomía sexual, a la integridad sexual y a la seguridad del cuerpo sexual.
- El derecho a la privacidad sexual.
- El derecho a la igualdad sexual (equidad sexual).
- El derecho al placer sexual.
- El derecho a la expresión sexual emocional.
- El derecho a la libre asociación sexual.
- El derecho a tomar decisiones reproductivas, libres y responsables.
- El derecho a la información basada en conocimiento científico.
- El derecho a la educación sexual general.
- El derecho a la atención clínica de la salud sexual.

Sexualidad y genitalidad
Uno de los prejuicios más dañinos para la salud es el que consiste en reducir el significado de la sexualidad a la genitalidad. La genitalidad, aunque importante, es una de las muchas partes de la sexualidad. También es frecuente simplificar el concepto sexualidad limitándolo a la copulación y a la fecundación. De estas confusiones se deriva la negativa de muchos padres a que sus hijos reciban educación sexual en la escuela.[cita requerida]

## Métodos anticonceptivos
Precoital y coital
- El anillo vaginal o anillo anticonceptivo mensual: Es un anillo de plástico flexible que la mujer coloca en la vagina como si fuera un tampón higiénico. En la vagina el anillo libera las hormonas anticonceptivas en una dosis muy baja y constante sin picos de hormonas, que pasan a la sangre e impiden la ovulación. Su eficacia es del 99,7 %.
- El parche anticonceptivo semanal: Es un parche que se coloca sobre la piel limpia y seca y a través de la piel el parche libera hormonas anticonceptivas que impiden la ovulación. Vigilar todos los días que el parche esté bien pegado.
- La píldora anticonceptiva: La píldora contiene hormonas que impiden la ovulación y se toma una vez al día durante 21 días y hay que tener 7 días de descanso.
- Implante hormonal: Es un método anticonceptivo a largo plazo. Consiste en la inserción bajo la piel del brazo de una pequeña varilla de plástico flexible, que libera una hormona en dosis muy baja.
- El DIU (dispositivo intrauterino): Funciona impidiendo el paso de los espermatozoides en su trayecto intrauterino, evitando así la fecundación y también, la implantación del óvulo en el útero.
- Preservativo femenino y el preservativo masculino: Aunque el preservativo es eficaz frente a embarazos, no es tan seguro como un método anticonceptivo hormonal. Por eso, se usa una combinación de métodos, que se conoce como doble protección. Consiste en usar conjuntamente un método de barrera (preservativo) con un anticonceptivo hormonal (la píldora, el anillo o parche), el primero como protección frente a ETS y el segundo para evitar embarazos no deseados.
- Otros métodos anticonceptivos: coito interrumpido, Ogino-Knaus, temperatura basal, control del moco cervical o método Billings, uso de espermicida, diafragma e inyección de progestágeno.
- Esterilización o anticoncepción irreversible: ligadura de trompas, dispositivos intratubáricos y vasectomía.

Postcoital
- Anticonceptivos de emergencia: levonorgestrel (conocido como píldora del día después o píldora del día siguiente), acetato de ulipristal (conocido como píldora de los cinco días después, marca ellaOne), dispositivo intrauterino (insertado después del coito), mifepristona (RU-486) en muy pequeñas dosis (20-50 mg) y siempre bajo supervisión médica, método de Yuzpe (combinaciones de estrógenos y progestinas),.

## Enfermedades de transmisión sexual
Las infecciones de transmisión sexual o enfermedades de transmisión sexual (ETS) se transmiten de persona a persona solamente por medio de contacto íntimo que se produce, casi exclusivamente, durante las relaciones sexuales. Son frecuentes, entre otras, la gonorrea , la sífilis y de especial gravedad el VIH que produce el sida. En los últimos años se han observado uretritis no gonocócicas, difíciles de diagnosticar. Otras ETS son la clamidia, papiloma humano, herpes genital, tricomoniasis.
La mejor prevención para evitar enfermedades de transmisión sexual es el uso del preservativo en las relaciones sexuales, así como una higiene coital y postcoital adecuada.

## Orientación sexual
La orientación sexual se clasifica habitualmente en función del sexo o de las personas deseadas en relación con el del sujeto:
- heterosexual (hacia el sexo opuesto)
- homosexual (hacia el mismo sexo)
- bisexual (hacia ambos sexos)
- asexual (falta de orientación sexual)
- pansexual (hacia todo o todos, incluyendo inclinación a las personas con ambigüedad sexual, transexuales/transgéneros, y hermafroditas)
- gris-asexual (atracción sexual poco frecuente)

Informe Kinsey
Entre los estudios sobre demografía de la orientación sexual, el informe Kinsey constituyó un hito en el momento de su realización (1948-1953), pues cuestionó las simplificaciones sobre la orientación sexual que la reducen a la "heterosexualidad" y "homosexualidad" como dos caras opuestas y donde la "bisexualidad" estaría en un punto intermedio. La realidad que muestra el informe Kinsey es mucho más compleja. Realizado por Alfred C. Kinsey, es uno de los más amplios estudios llevados a cabo sobre la conducta sexual humana, y ofreció como resultado un modelo en el que se situarían los diferentes individuos (hombres o mujeres) en una escala del 0 al 6, en función de su historia y de sus vivencias sexuales previas, ya sea en determinado momento de su vida o durante toda la vida:
- 0. Exclusivamente heterosexual.
- 1. Predominantemente heterosexual y solo incidentalmente homosexual.
- 2. Predominantemente heterosexual y con experiencias homosexuales más que incidentales.
- 3. Igualmente heterosexual y homosexual (bisexual).
- 4. Predominantemente homosexual y con experiencias heterosexuales más que incidentales.
- 5. Predominantemente homosexual y solo incidentalmente heterosexual.
- 6. Exclusivamente homosexual.

## Prácticas sexuales

### Masturbación
La masturbación, tanto masculina como femenina, es la estimulación de los órganos genitales con el objeto de obtener placer sexual, pudiendo llegar o no al orgasmo.
La masturbación se inicia en la infancia de manera más o menos explícita. En la adolescencia la frecuencia máxima puede llegar a varias veces al día para chicos y 3 o 4 veces por semana para las chicas, disminuyendo con la edad. Existen periodos en los que el porcentaje aumenta.
Las técnicas de masturbación son numerosas pero, generalmente, consiste en la estimulación directa de los órganos externos.
En el hombre, consiste en extender el cuerpo del pene con las manos y efectuar movimientos bastante vigorosos de adelante hacia atrás (con o sin cubrir el glande por el prepucio). La estimulación directa del glande y la parada puede hacerse al principio pero se convierte rápidamente en muy sensible y desagradable cuando la excitación es fuerte: también puede realizarse con juguetes sexuales. 
En la mujer, la estimulación directa se hace al nivel de los labios menores (sobre todo internos) y alrededor del clítoris, evitando el glande clitoridiano que es también muy sensible en cuanto la excitación es fuerte. Los movimientos manuales de la mujer son mucho más lentos y suaves que los del hombre. Lo más común es que la mano de la mujer pase de los labios menores a la región clitoridiana y hacia la entrada de la vagina también se pueden usar consoladores  o vibradores

### Magreo
Se denomina magreo (petting, en inglés) a las relaciones sexuales donde no hay penetración (coito). Consiste en el intercambio de caricias, besos (incluso placer o afecto) sin llegar a la penetración. En este tipo de relaciones sexuales, no es necesario el uso de métodos anticonceptivos. Las relaciones afectivo-sexuales deben ser placenteras y seguras.[cita requerida]

### Sexo oral
El sexo oral es una práctica sexual en la que se estimulan los órganos genitales (masculinos o femeninos) con los labios, con la boca o con la lengua.[cita requerida]

### Coito
El coito o cópula consiste en la introducción del pene en la vagina o el ano.  El tiempo de duración de un acto sexual suele ser desde 2 minutos hasta más de 40 minutos.[cita requerida]

### Desórdenes sexuales: parafilias
Se denominan parafilias a los desórdenes sexuales. Estas perversiones consisten en prácticas sexuales que no se consideran comunes. Determinadas prácticas sexuales pueden ser o no calificadas de parafilias, en función de: la intensidad de las mismas, la exclusividad de las mismas y el respeto a la libertad sexual de los otros.
Según el DSM IV, son desórdenes sexuales caracterizados por fantasías sexuales especializadas, así como necesidades y prácticas sexuales intensas, que suelen ser repetitivas y generan molestias o ansiedad en el individuo. Se refieren a comportamientos sexuales caracterizados por la excitación del sujeto ante objetos y situaciones que no son patrones normativos o se alejan de estímulos sexuales.
En las perversiones o parafilias, encontramos anormalidades tanto en la cualidad de los impulsos sexuales como en el objeto. Es así como el sadismo, el masoquismo, el voyeurismo y el exhibicionismo muestran perturbada la naturaleza del impulso sexual. En cambio, en la pedofilia y la zoofilia, el objeto normal ha sido reemplazado, lo que lo convierte en “anormal”. Existen infinidad de parafilias: las filias como ocurre con las fobias son tan extensas y variadas como individuos que puedan proponerlas, imaginarlas o sentirlas.

## Valores de la sexualidad
Un valor sexual es una cualidad real o ideal, deseada o deseable por su bondad, cuya fuerza estimativa orienta la vida humana, desde su dimensión comunicativa y simbólica.
Así se puede afirmar que el valor sexual dinamiza el crecimiento personal. En la apropiación creativa de valores sexuales se va ensanchando el horizonte de nuestra vida como un continuo estar-dando-de-sí nuestra propia realidad personal, para bien nuestro, de quienes nos rodean y de la entera humanidad.
La estructuración —siempre pedagógica— de las categorías de valores sexuales que utilizamos para un cuestionario sobre valores sexuales de los futuros profesionales de la Educación en la Facultad de Ciencias de la Educación de Granada es la que presentamos ahora: valores sexuales corporales, intelectuales, afectivos, estéticos, individuales-liberadores, morales, sociales instrumentales e integrales.
- Valores sexuales corporales: aquellas cualidades relacionadas con la sexualidad humana cuya fuerza o centro principal es el cuerpo como materia viva de la persona.
- Valores sexuales intelectuales: cualidades cuya referencia central es la naturaleza racional del hombre, en cuanto contenido, proceso o resultado, en relación con la sexualidad.
- Valores sexuales afectivos: cualidades sexuales cuyo contenido afecta a nuestras reacciones psíquicas de agrado: a los estados de emoción, sentimiento o pasión.
- Valores sexuales estéticos: cualidades sexuales que son deseadas o deseables por su belleza en sus manifestaciones en las personas, en el arte o la naturaleza.
- Valores sexuales individuales-liberadores: los valores sexuales individuales-liberadores son cualidades sexuales que prioritariamente refieren el aspecto singular y autónomo de la persona, así como sus consecuencias.
- Valores sexuales morales: los valores sexuales morales se centran en la estimación ética: la bondad o maldad de las acciones sexuales en cuanto tales, atendiendo al fin o al deber.
- Valores sexuales sociales: afectan directamente a las relaciones sexuales sociales e institucionales, en su contenido y en el procedimiento o finalidad.
- Valores sexuales instrumentales: son aquellos que estimamos más como medios que como fines, relacionados con los beneficios que reportan en nuestro crecimiento sexual.